# United Kingdom Accreditation Service
De United Kingdom Accreditation Service (UKAS) is de enige door de Britse overheid erkende nationale accreditatie-instantie om bevoegdheid toe te kennen aan organisaties die certificeren, testen en inspectie en kalibratiediensten leveren. Het evalueert de conformiteit van deze beoordelingsinstanties en accrediteert deze indien ze voldoen aan de internationale normen.
Een organisatie die geaccrediteerd is door UKAS kan aantonen dat het deskundig, onpartijdig en betrouwbaar is en in staat is om resultaten te leveren. 
Accreditatie door middel van multilaterale erkenningsovereenkomsten zijn nu overeengekomen met meer dan 90 landen, om met internationaal erkende normen verder  te werken aan het ideaal van 'een keer geaccrediteerd, overal erkend'.